# Tan Jian
Tan Jian (chiń. 谭建; ur. 20 stycznia 1988 w Chengdu) – chińska lekkoatletka specjalizująca się w rzucie dyskiem.
Mistrzyni Azji juniorów z Makau (2006). W tym samym roku sięgnęła po brąz światowego czempionatu juniorów w Pekinie. Szósta zawodniczka mistrzostw świata w Daegu (2011). Rok później startowała na igrzyskach olimpijskich w Londynie, na których spaliła wszystkie trzy próby w eliminacjach i nie awansowała do finału. W 2013 zajęła 6. miejsce na światowym czempionacie w Moskwie, a rok później zdobyła brąz igrzysk azjatyckich. Srebrna medalistka mistrzostw Azji z 2015. Złota medalistka mistrzostw Chin oraz chińskiej olimpiady narodowej.
Rekord życiowy: 64,45 (12 maja 2012, Wiesbaden). 

## Osiągnięcia
| Rok  | Impreza                     | Miejsce | Pozycja           | Wynik |
| ---- | --------------------------- | ------- | ----------------- | ----- |
| 2006 | Mistrzostwa Azji juniorów   | Makau   | 1. miejsce        | 55,74 |
| 2006 | Mistrzostwa świata juniorów | Pekin   | 3. miejsce        | 56,09 |
| 2011 | Mistrzostwa świata          | Daegu   | 6. miejsce        | 62,96 |
| 2012 | Igrzyska olimpijskie        | Londyn  | el. –             | NM    |
| 2013 | Mistrzostwa świata          | Moskwa  | 6. miejsce        | 63,34 |
| 2014 | Igrzyska azjatyckie         | Incheon | 3. miejsce        | 59,03 |
| 2015 | Mistrzostwa Azji            | Wuhan   | 2. miejsce        | 62,97 |
| 2015 | Mistrzostwa świata          | Pekin   | el. – 16. miejsce | 59,84 |